# Ailiichthys
Ailiichthys is een monotypisch geslacht van straalvinnige vissen uit de familie van de glasmeervallen (Schilbeidae).

## Soort
- Ailiichthys punctata Day, 1872